# النمو (أسوان)
قرية النمو هي إحدى القرى التابعة لمركز إدفو في محافظة أسوان في جمهورية مصر العربية.